# Armée séleucide

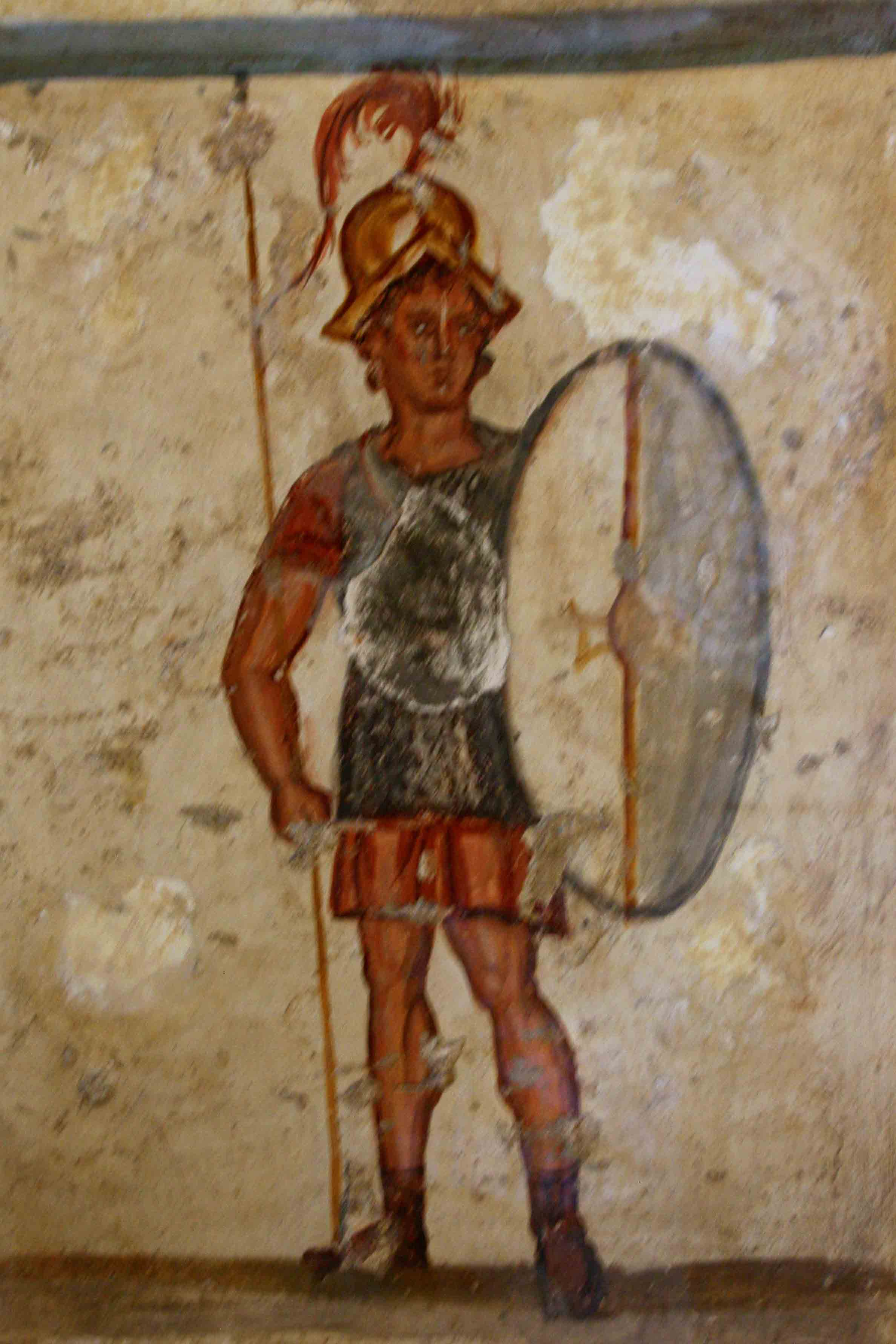
Fresque de Sidon du, représentant un thorakitès équipé d'une cotte de mailles, d'un bouclier (thuréos) et d'une lance, Musée archéologique d'Istanbul

L'armée séleucide est l'armée du royaume séleucide, l'un des principaux États hellénistiques (305-64 av. J.-C.). Comme chez les Lagides et les Antigonides, elle repose sur le modèle macédonien forgé par Philippe II et Alexandre le Grand. Son principal corps d'infanterie est la phalange de piquiers (ou sarissophores), tandis que la cavalerie lourde tient un rôle prépondérant sur le champ de bataille. Outre ces unités traditionnelles, l'armée séleucide intègre une grande quantité de troupes asiatiques, dont des éléphants de guerre et des cataphractaires, ainsi que des mercenaires de toutes origines pour compléter ses forces. 
Les Séleucides ont eu à combattre de nombreux peuples et États voisins ainsi qu'à faire face à des séditions internes et à des querelles dynastiques. Leur armée a remporté de grandes victoires face aux Lagides durant les guerres de Syrie ou face à des gouverneurs rebelles. Mais elle a dû faire face aux Parthes, à partir du milieu du IIIe siècle av. J.-C., et aux légions romaines au début du IIe siècle av. J.-C., qui ont fini par la vaincre. Dans ce contexte, plus encore que dans les autres États hellénistiques, l'armée apparaît comme le principal garant de la pérennité du royaume. 

## Organisation

### Origines et traditions

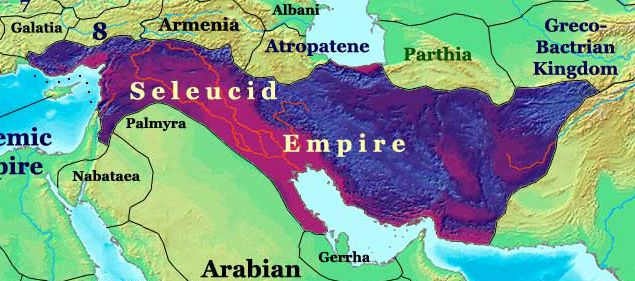
Le royaume séleucide vers 200 av. J.-C.

Au moment de son assassinat en 281 av. J.-C., Séleucos Ier est à la tête de l'armée la plus puissante de son temps. Il est parvenu à vaincre ses rivaux, Antigone le Borgne durant la guerre babylonienne (311-309) et à Ipsos (301) ainsi que Lysimaque à Couroupédion (281). Une partie de son armée, formée de vétérans des guerres des Diadoques, semble avoir rejoint à sa mort Ptolémée Kéraunos, son meurtrier, qui s'empare brièvement du royaume de Macédoine. Le reste des soldats de Séleucos est envoyé en Asie pour devenir des colons, ou katoikoi. Ils sont notamment implantés dans les cités nouvellement fondées en Syrie (ou Syria Séleukis) mais aussi en Phrygie et en Lydie aux marges du royaume. Leurs descendants formeront désormais le noyau dur de l'armée séleucide. 
L'armée séleucide est le produit d'une fusion de plusieurs modèles, celui de l'armée macédonienne, de l'armée perse, auxquelles s'ajoutent principalement les coutumes scythes. Grâce aux immenses ressources financières de l'ancien empire achéménide, cette armée devient la plus puissante, la plus richement équipée et la plus efficace des armées des royaumes hellénistiques, du moins jusqu'au milieu du IIe siècle av. J.-C. Contrairement au royaume de Macédoine et à son assemblée des Macédoniens en arme, ultime détentrice de la souveraineté, l'armée ne possède officiellement aucun pouvoir pour désigner, ou destituer, un roi ; elle joue tout de même un rôle important dans les périodes de vacances du pouvoir. Les rébellions de soldats contre la royauté restes marginales. Tout au plus peut-on citer la révolte contre Alexandre Balas ou celle contre Démétrios II.
La source la plus complète sur l'armée séleucide est Polybe qui l'a décrit à son apogée sous les règnes d'Antiochos III (223-187) et de son fils Antiochos IV (175-164). Le défilé militaire de Daphnè (166) est une source de premier ordre au sujet de la composition de l'armée, du moins pour l'époque en question : 41 000 fantassins, 4 500 cavaliers et 42 éléphants paradent devant Antiochos IV en prélude à sa grande expédition, avortée, contre les Parthes. Polybe apparaît être un témoin crédible au sujet des questions militaires : il a été officier supérieur au sein de la ligue achéenne au titre d'hipparque et l'auteur d'un traité de tactique ; il puise enfin ses sources dans diverses chancelleries royales.

### Recrutement et mobilisation
L'armée séleucide est traditionnellement divisée en deux catégories : les troupes formant l'armée permanente, argyraspides et cavalerie de la Garde notamment, et les troupes levées le temps d'une campagne, colons gréco-macédoniens ou indigènes et mercenaires. Mais c'est moins l'origine ethnique que leur armement et leur façon de combattre qui distingue les différentes troupes. Plutarque fait d'ailleurs dire à Flamininus que les troupes séleucides sont « toujours le même poisson mis à toutes les sauces ».
Les colons (katoikoi) forment la principale réserve opérationnelle du souverain séleucide. La plupart sont gréco-macédoniens ; certains proviennent de Judée, comme du temps d'Antiochos III. À peu de frais, la royauté possède donc un réservoir d'hommes fidèles, entrainés et organisés. Le nombre de ces soldats-colons n'est pas exactement connu ; mais on peut les estimer à 25 000 hommes environ au IIIe siècle av. J.-C., auxquels il faut ajouter les 12 000 colons qui servent à un moment donné dans l'armée permanente ou dans la Garde royale des argyraspides. En plus de ces colons, les Séleucides recrutent de nombreux mercenaires indigènes ou originaires des pays vassaux ou limitrophes de leur immense empire.
Le système des katoikiai, comparable à celui des clérouquies lagides, reste mal compris. Les colons sont établis dans des établissements à caractère rural ou urbain, qui peuvent être des cités nouvellement fondées de plus ou moins grande dimension. Pour autant la vocation militaire de celles-ci est loin d'être établie. Des établissements comptent effectivement des contingents gréco-macédoniens, mais sans que cela ne soit la règle. Mais contrairement à l’Égypte ptolémaïque où des clérouques peuvent vivre à l'égyptienne dans des villages, les colons sont établis dans des cadres conformes à leurs traditions civiques. Les communautés ainsi formées constituent des forces permanentes de défense du territoire, fournissant selon la demande royale des contingents pour l'armée. Ces colons ne sont donc ni des sujets ni des mercenaires, mais des conscrits ayant des obligations militaires.
La Syrie du Nord (ou Syria Séleukis) tient un rôle majeur dans le recrutement de la phalange. Elle représente en effet un immense réservoir d'hommes, voire une « nouvelle Macédoine ». Dans cette région, le réseau de colonies gréco-macédoniennes est en effet particulièrement dense. Une « levée en masse » reste envisageable, bien que soulevant des problèmes pratiques, même au cœur du royaume. Des troubles sont apparus du fait d'une pression militaire trop importante. Ainsi en 221 av. J.-C., au début du règne d'Antiochos III, une révolte éclate en Cyrrhestique (Nord de la Syrie) après la mobilisation de 6 000 hommes qu'il faut par ailleurs équiper, nourrir et payer, le motif de la révolte étant un retard le paiement des soldes. 
Les effectifs alignés dans les grandes batailles, dont les montants approximatifs sont donnés par les comptes-rendus relativement fiables de Polybe et Tite-Live, peuvent être évalués à environ  80 000 hommes entre le début du IIIe siècle et le milieu du IIe siècle ; ils tombent ensuite à 40 000 environ. Cette baisse significative s'explique par la perte des provinces iraniennes, mésopotamiennes et anatoliennes ainsi que par l'interdiction dictée par la paix d'Apamée de recruter des mercenaires dans la sphère d'influence des Romains (Grèce et Asie Mineure).

### Haut commandement

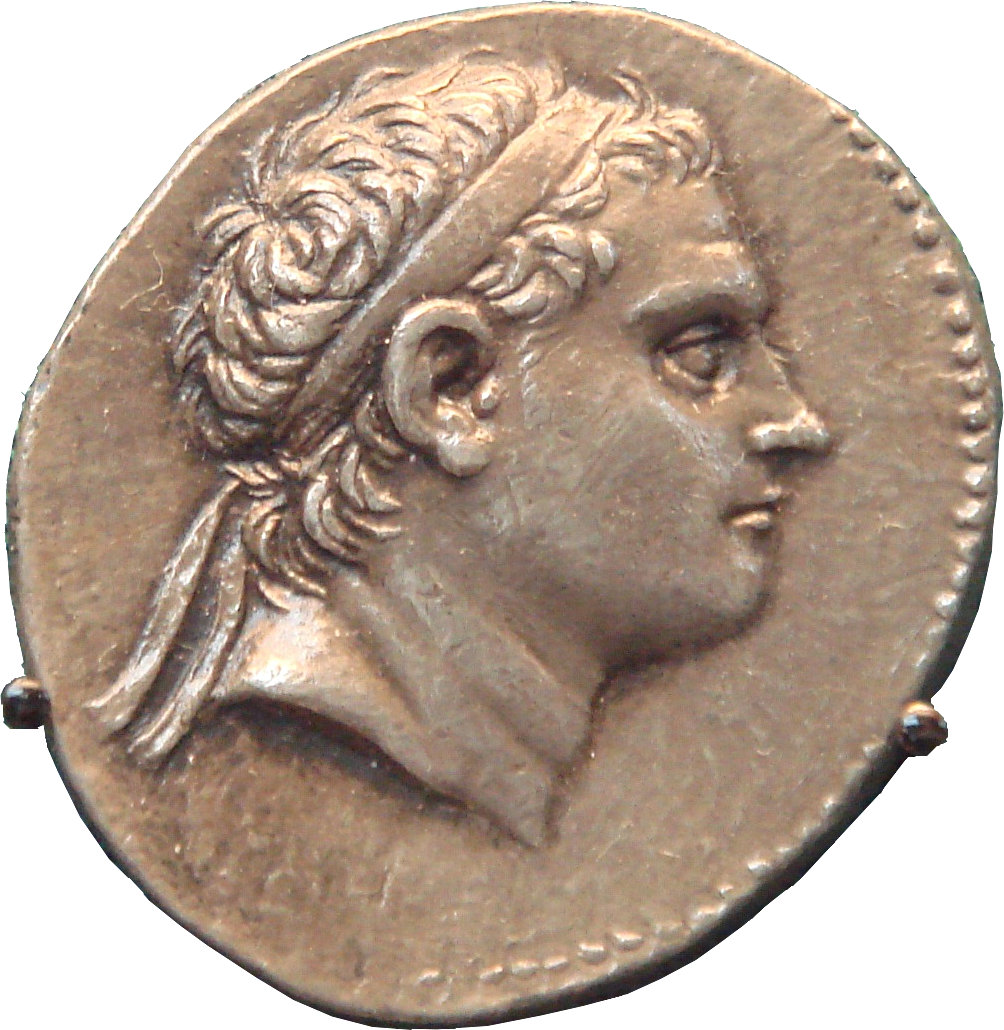
Monnaie à l'effigie d'Antiochos III.

Le roi séleucide commande en personne sur le champ de bataille. Il possède en effet son royaume « par la lance » en vertu du droit de conquête, imitant en cela le geste d'Alexandre le Grand à son arrivée en Asie. Il fonde donc son autorité sur le prestige de la victoire en devant montrer du courage personnel dans la bataille : sur les quatorze rois que la dynastie a donnés entre Séleucos Ier et Antiochos VII, dix sont morts à la bataille ou en campagne.
Certains souverains ont dirigé de grandes campagnes dans les satrapies orientales, non seulement pour remettre sous tutelle des territoires perdues mais aussi pour marcher, dans une sorte de mise en scène, sur les traces d'Alexandre. C'est surtout le cas d'Antiochos III et de son Anabase vers les provinces orientales, et dans une moindre mesure d'Antiochos IV dont la reconquête s'achève brusquement. Antiochos VII est le dernier souverain à avoir véritablement tenté de reprendre pieds au-delà de l'Euphrate qui marque alors la frontière occidentales des territoires Parthes.
La hiérarchie et les fonctions au sein du haut commandement ne sont pas précisément connues. Le logistérion stratiôtikon, qui siège à Apamée, est une institution essentielle de l’administration militaire séleucide, mais des doutes subsistent quant à ses attributions et à la traduction même du terme. Certains historiens le traduisent par « ministère de la guerre », mais cela supposerait que le ministre en question soit chargé de définir une « politique militaire » voire une stratégie globale, ce qui peut sembler anachronique. Cette interprétation ne prendrait également pas assez en compte l'autorité que représentent le roi et son vizir (« le préposé aux affaires » ou epi tôn pragmatôn) dans la conduite de la guerre. Qui plus est, l'organisation des campagnes militaires est le plus souvent l'apanage du Conseil royal (ou synédrion), qui réunit les principaux Amis (ou philoi). Il semble particulièrement consulté concernant les affaires militaires comme le montre la lutte d'Antiochos III contre le satrape Molon. Le terme logistérion stratiôtikon pourrait se traduire aussi par « bureau des vérifications des comptes de l’armée », mais cette traduction serait trop restrictive. Une autre traduction propose plutôt « intendance générale de l’armée », car cette institution exercerait d'abord des prérogatives techniques et matérielles : approvisionnement, remonte, fourniture d'armes, logement des soldats, etc..

### Arsenaux et haras
L'armée séleucide peut compter pour s'équiper sur les arsenaux de Syrie dont le principal se situe à Apamée, considérée à plusieurs titres comme la capitale militaire du royaume. Remarquable point d'appui et carrefour stratégique, c'est là que les armées se réunissent et s'équipent avant de partir en campagne que ce soit vers l'Orient, la Cœlé-Syrie ou l'Égypte lagide. La cité abrite également en permanence les troupes d'élite (dont les argyraspides) mais aussi différents corps techniques. Strabon énumère ces différents corps spécialisés : l'administration militaire, les haras royaux, le dépôt des éléphants, les maîtres d’équitation, les maîtres d’armes et « les professeurs à gages des arts de la guerre ». La présence de mercenaires gréco-macédoniens parmi ces maîtres de la guerre parait évidente ; des éléments orientaux sont probablement aussi recrutés dans certains corps (cavalerie, éléphants, chars, etc.).
Les haras royaux (hippotropheiai) d'Apamée bénéficient d'une grande renommée ; ils ne sont pas qu'un entrepôt de montures mais abritent aussi une école de cavalerie. On y trouve, selon Strabon, 3 000 étalons et 3 000 juments. Il existe aussi un haras royal en Médie qui élève des chevaux appelés nisaen déjà fort réputés du temps des Achéménides, au nombre de 60 000 du temps d'Alexandre. Il est donc probable que la Médie fournisse l'essentiel des chevaux à la cavalerie séleucide.

### Approvisionnement en temps de guerre
L'armée séleucide se déplace avec un train de bagage (ou aposkeuè), comme l'atteste la campagne d'Antiochos III contre Molon en Mésopotamie. Ce terme recouvre deux aspects : un aspect matériel en cela qu'il correspond à l'équipement et aux butins du soldat, un aspect humain en cela qu'il correspond à la suite du soldat (famille, personnel domestique, etc.). Il est probable que seuls les officiers des mercenaires possèdent un valet d'armes. Il convient ensuite de distinguer l’aposkeuè de chaque soldat de celle de l’armée. Cette dernière est constituée de l’ensemble des aposkeuai des soldats et du train (ou skéophoron) qui lui relève de l'intendance générale de l'armée (ou logistérion stratiôtikon) : machines de guerre, convois d’armes, services de ravitaillement, remonte. À cela s’ajoutent la foule des non-combattants : boulangers, cuisiniers, marchands d’esclaves chargés des prisonniers de guerre, prostituées, maraudeurs, etc. On peut supposer qu'avant une campagne toute cette foule s'achemine à Apamée, le centre militaire du royaume. Des logements doivent probablement exister, sinon cela aurait exposé la population de la Syria Séleukis à une forte pression.
Les effectifs considérables de l'armée séleucide font sa force mais aussi sa faiblesse, tant elle nécessite de dépenses et de sacrifices de la part des populations qui doivent subvenir à ses besoins. Ainsi sous le règne d'Antiochos VII dans les années 130, une vaste expédition est menée contre les Parthes. L'armée vit alors aux dépens des populations de Mésopotamie, de Médie et d'Hyrcanie « libérées » momentanément des Parthes. Ses troupes sont si nombreuses que le roi doit les disperser pour l'hivernage. L'armée semble vivre dans le luxe : Trogue-Pompée (via Justin son abréviateur) évoque 300 000 boulangers et cuisiniers (!) pour 80 000 soldats, richement équipés et chaussés avec des souliers aux clous d'or tant les métaux précieux sont abondants. Même les ustensiles de cuisine sont en argent, comme si l'armée se rend « à un festin, non à la guerre ». Antiochos VII perd aussi le soutien des colonies grecques de la région à cause de la lourdeur des dépenses imposée par l'entretien de l'armée (et des violences des soldats). Un général d'Antiochos VII, Athénaios, qui s'est rendu coupable d'injustices en logeant ses soldats, finit d'ailleurs par mourir de faim après la victoire des Parthes, car aucun des villages qu'il a mal traité n'a voulu lui donner quartier.
Enfin, les rois peuvent lever des impôts spéciaux le temps d'une campagne. C'est par exemple le cas d'Antiochos Ier qui lève dans les cités d'Anatolie l'impôt « galatique » à l'époque de l'invasion celte (ou galate) vers 269-268. Cet impôt est attesté par trois inscriptions d'Érythrées en Ionie qui est censée en plus payer tribut aux Celtes. Il témoigne de la gravité de la menace que représentent les « barbares », comme de l'engagement des troupes royales dans la protection des cités.

## Infanterie

### Chalcaspides et chrysaspides

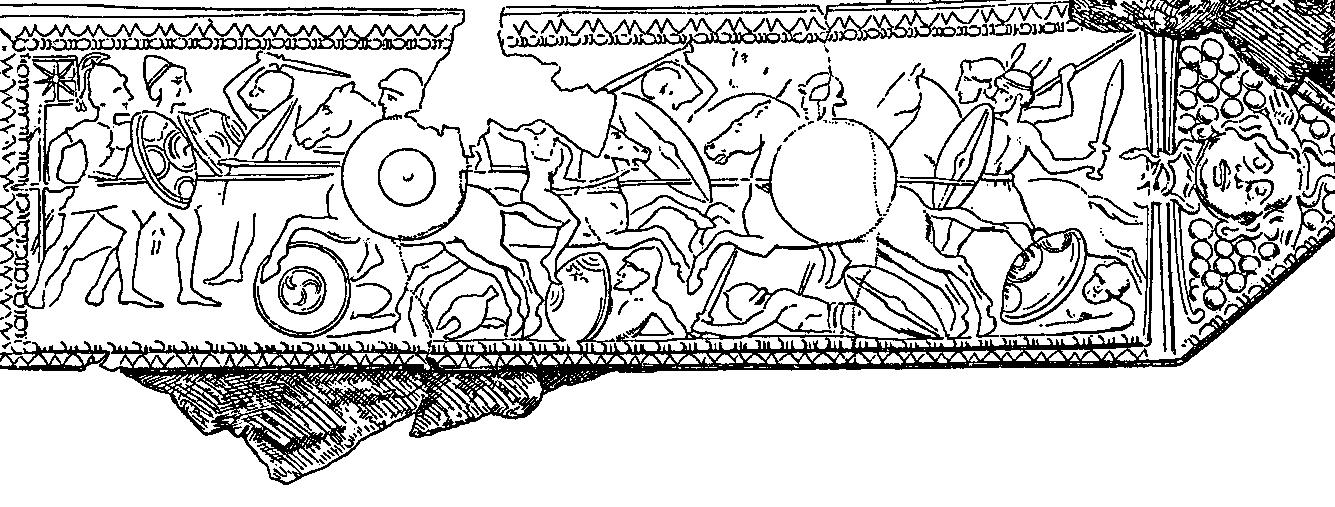
Bronze de Pergame illustrant probablement la bataille de Magnésie du Sipyle avec des phalangites séleucides à gauche

La composition précise de l'infanterie séleucide au début du IIe siècle av. J.-C. est connue grâce à Polybe qui décrit les troupes paradant en 166 à Daphnè, près d'Antioche, devant Antiochos IV à l'occasion d'un défilé grandiose se voulant une démonstration de force avant une campagne, qui n'a pas eu lieu, contre les Parthes.
La phalange de piquiers (ou sarissophores) demeure la base des armées hellénistiques. La phalange séleucide serait formée de trois unités distinctes, du moins sont-elles attestés au milieu du IIe siècle av. J.-C. : les chrysaspides (« boucliers d'or »), les chalcaspides (« bouclier de bronze ») et les argyraspides (« boucliers d’argent »), ces derniers composant la Garde permanente, alors que les deux premiers, dont les effectifs sont évalués respectivement entre 8 000 et 10 000 hommes, forment le corps principal de l'infanterie. Les chrysaspides et les chalcaspides, dont la distinction se fait par l'ornement de leurs boucliers, sont armés à la macédonienne. Il existe de peu de renseignements à leur sujet. Les chrysaspides, dont la présence permanente prêterait à caution, sont mentionnés comme participant au défilé de Daphnè et à la bataille de Beth Zacharia durant la révolte des Maccabées en 162. Quant aux chalcaspides, qui eux aussi défilent à Daphnè, ils existent à la même époque dans les armées antigonide et achéenne.
L'équipement reste globalement semblable à celui des phalangites macédoniens du temps d'Alexandre et des Diadoques, même si la question du port ou non d'un plastron métallique reste encore en débat. Ils sont protégés par un casque en bronze à large rebord (kômos) avec visière, couvre-nuque et couvre-joue, des jambières (cnémides) en cuir ou en métal, un petit bouclier rond plus ou moins bombée (aspis), une cotte de cuir (kitôn) même si certains historiens estiment que les phalangites séleucides, tout comme chez les Lagides, porteraient un plastron métallique, contrairement à leurs homologues du temps d'Alexandre pour qui la mobilité des troupes demeurent un fondement tactique. Il aurait été indispensable de les protéger notamment des flèches de leurs adversaires parthes, archers d'élite. Ils sont armés d'une épée courte (machaira) qui ne frappe que d'estoc et surtout d'une longue pique, la sarisse dont la longueur serait peut-être passée, comme en Macédoine antigonide, de 5,4 m à environ 7,5 m.

### Argyraspides
La tradition du bataillon d'élite des argyraspides remonte aux hypaspistes (« porteurs de boucliers») macédoniens qu'Alexandre le Grand a reformés lors de la campagne d'Inde. Ce régiment de la Garde à pied a ensuite combattu durant les guerres des Diadoques du côté d'Eumène de Cardia dans sa lutte contre Antigone le Borgne, ce dernier les dispersant en Arachosie (ouest de l'Afghanistan actuel) après sa victoire à la bataille de Gabiène en 316 av. J.-C. Il est possible que Séleucos ait recréé l'unité après avoir pris le contrôle de la Babylonie en 313 à l'issue de la guerre babylonienne. Les argyraspides sont mentionnés aux batailles de Raphia en 217 av. J.-C., des Thermopyles en 191 de Magnésie en 190.
Les argyraspides forment une troupe d'élite disponible en permanence. Ils seraient en effet composés de colons en majorité gréco-macédoniens (katoikoi) qui effectuent un service militaire. D'après cette hypothèse, chaque famille de colons doit envoyer un jeune homme, sélectionné pour sa force, pour un service de plusieurs années dans la Garde royale, permettant de lier le roi à ses « sujets ». Ils reçoivent une formation militaire régulière et sont maintenus sous les armes jusqu'à ce qu'ils héritent du lopin familial ; à la mort de leur père, ils retournent chez eux exploiter leur terre. Mais ils continuent de servir dans la réserve opérationnelle des chrysaspides ou des chalcaspides.
Les effectifs des argyraspides seraient de 10 000 hommes, à l'image des Immortels de l'armée perse. Ils sont équipés à la macédonienne par l'arsenal royal d'Apamée en Syrie. En leur sein se trouve un bataillon servant aux « missions spéciales », comme l'escalade de nuit de la citadelle de Sardes en 214 sous Antiochos III. Ils peuvent donc combattre comme des peltastes avec un équipement allégé et sont d'ailleurs parfois mentionnés par les sources sous le titre de « peltastes royaux ». Des hypaspistes (littéralement « porte-boucliers ») sont aussi parfois mentionnés. Il s'agirait d'une confusion des auteurs anciens, ou alors ces troupes constitueraient le bataillon de la Garde du roi (ou agéma) comme le laisse à penser le compte-rendu de la bataille de Panion par Polybe.

### Organisation et évolution tactique de la phalange

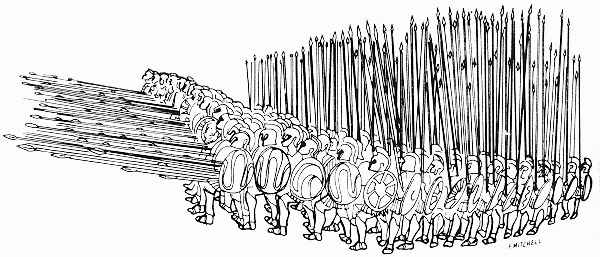
Un syntagma (ou speira) de 256 hommes d'une phalange de type macédonienne.

Les différentes unités de la phalange séleucide restent méconnues. Mais au regard des exemples lagides et antigonides, qui diffèrent sensiblement de l'organisation de l'armée macédonienne du temps des Argéades, il est possible d'en déduire l'organisation générale  :
- La phalange est divisée en stratêgai de 4 096 hommes, probablement sous commandement de stratèges ou de gouverneurs de province ;
- Chaque stratêga est subdivisée en quatre chiliarchies (qui remplaceraient les taxeis), elles-mêmes subdivisées en quatre syntagmai ou (speirai) de 256 hommes[N 6] ;
- Chaque syntagma est subdivisé en quatre tétrarchies de 64 hommes ;
- Chaque tétrarchie est subdivisée en quatre files (lochoi ou sêmaiai) de 16 hommes, unités de base de la phalange[A 13].

Suivant la même tendance que d'autres armées hellénistiques, les Séleucides ont durant certaines batailles doublé les rangs de la phalange, la faisant passer de 16 à 32 rangs de 50 hommes. C'est notamment le cas à Magnésie en 190 av. J.-C. À  Raphia en 217 l'étendue du front rend caduc ce doublement des rangs. Il est également possible que les sarisses aient été allongées comme en Macédoine antigonide où elle passe de 5,4 m à environ 7,5 m. Cette réforme rend la phalange quasi invincible de front mais réduit fortement sa capacité manœuvrière, comme face aux légions romaines aux Thermopyles en 191 et à Magnésie, où elle est attaquée sur ses flancs.

### Thuréophores et thorakitai

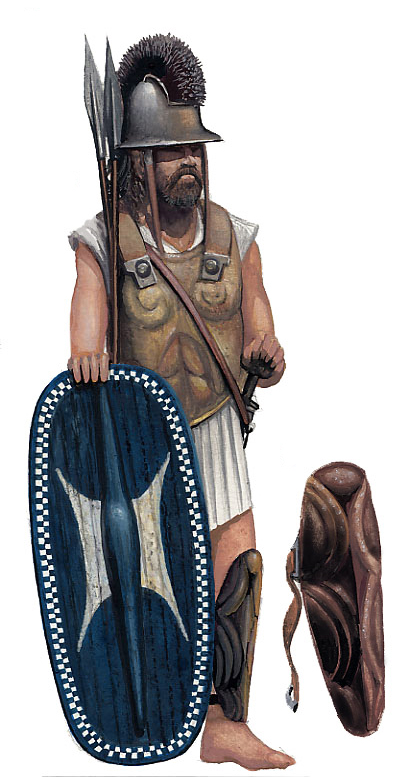
Fantassin illyrien équipé en thorakitès portant un thuréos (bouclier) et un plastron métallique.

Présents dans divers États hellénistiques à partir du IIe siècle av. J.-C., les thuréophores s’apparentent à des peltastes plus lourdement protégés. Leur existence dans l'armée séleucide est attestée par des fresques retrouvées en Anatolie et en Phénicie à Sidon. Ils sont protégés par un large bouclier ovale en bois, augmenté de pièce métallique, d'origine celte, le thuréos, importé dans le monde grec probablement par les mercenaires thraces et illyriens. Ils sont équipés d’une lance (qui leur permet de se ranger en phalange) et de javelots. Après la bataille de Magnésie en 190, où les légions romaines sont venus facilement à bout des éléphants, des thuréophores sont spécialement entraînés pour leur servir d'escorte ; chaque unité, forte de 50 à 60 hommes, est dédiée à la défense d'un seul pachyderme.
Probablement au contact des mercenaires galates, l'équipement des thuréophores s'est alourdi avec l'utilisation d'une cotte de mailles, voire d'un linothorax. Ils deviennent alors des thorakitai (« porteurs d'armure »). Ces derniers commencent à supplanter les phalangites à la fin du IIe siècle av. J.-C. siècle dans le contexte de la romanisation de l'armée avec la mise en place d'unités plus mobiles.

### Infanterie romanisée
Lors de la parade de Daphnè qui se déroule près d'Antioche en 166 av. J.-C. sous Antiochos IV, 5 000 soldats défilent en tête des troupes armés à la romaine. Ils sont décrits comme étant dans la force de l'âge, laissant supposer qu'il s'agit de troupes d'élite. Il est d'ailleurs fort probable qu'ils soient issus des argyraspides.
La formation d'un partie des troupes aux méthodes romaines dépend de plusieurs facteurs. Tout d'abord, Antiochos IV a été otage à Rome en vertu des conditions de la paix d'Apamée de 188 ; durant cette période d'une dizaine d'années, il apprend à connaître la tactique militaire des Romains. Ensuite, les guerres menées par les Séleucides se situent désormais loin du monde grec, dans les satrapies orientales contre des ennemis mobiles au milieu de vastes territoires. La formation de troupes aux méthodes romaines ajoute à l'efficacité générale de l'armée en la rendant plus manœuvrable. Enfin, le désastre militaire des Antigonides à Pydna en 168 représente un grand choc culturel car il démontre l'incapacité des phalanges à faire face à des troupes organisées en manipules flexibles. Des troupes « romanisées » sont mentionnées à la bataille de Beth Zacharia durant la Révolte des Maccabées en 162.
Pour autant, l'ampleur de cette réforme tactique et technique reste méconnue. On peut supposer que l'infanterie réformée s'apparente aux thorakitai, équipés d'une cotte de mailles, d'un bouclier ovale (thuréos) d'origine celte, d'une lance courte et de javelots.

### Infanterie légère

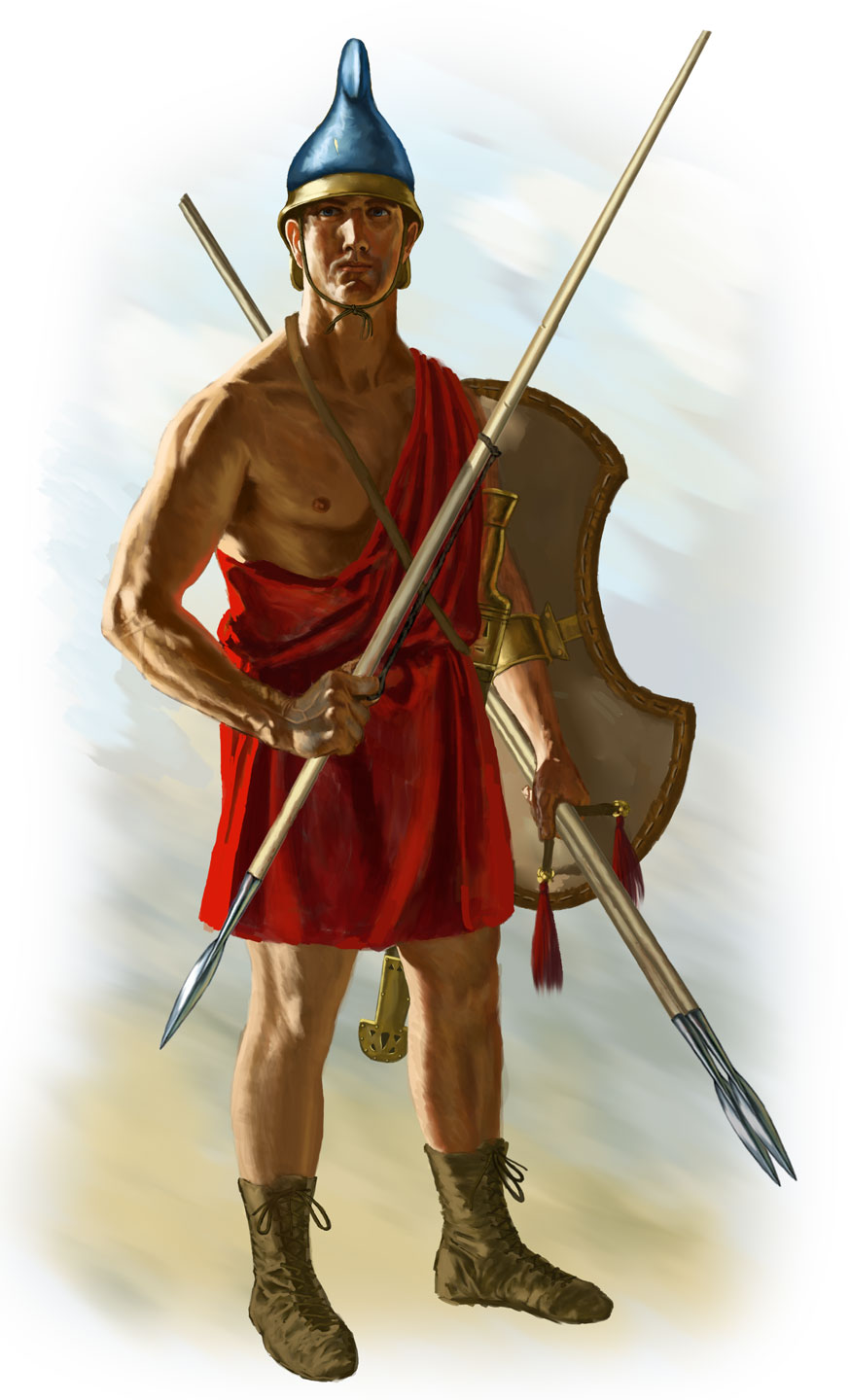
Un peltaste agriane équipé de javelots, d'une épée courte et d'un peltè

Il convient de distinguer les différentes unités de troupes légères (psilois ou « agiles ») dont la mission, en tant que tirailleurs, consiste à harceler l'adversaire de leurs traits. Ces troupes sont présentes en grand nombre sur le champ de bataille. On peut distinguer :
- Les peltastes (de peltè, un bouclier en osier)[N 7] : À l'origine dans le monde grec, ils sont équipés de javelots et d'une épée qui leur permet d'être aussi efficaces au corps à corps. Mais selon certains historiens[28], les peltastes séleucides seraient confondus par les sources, notamment Polybe et Tite-Live, avec les argyraspides.
- Les javeliniers (ou acontistes) : Les javeliniers proviennent principalement du Sud de l'Anatolie. On trouve des Lydiens, des Lyciens, des Pisidiens, des Ciliciens, des Cardaces (Kurdes) qui ont tous en commun d'être de rudes peuples de montagnards. Dans certaines batailles, les javeliniers reçoivent l'appellation générique de Tralles du nom de la cité lydienne de Tralles. Antiochos III peut compter à Raphia (217 av. J.-C.) sur un contingent de lanceurs de javelots d'élite, les célèbres Agrianes[A 17], un peuple thraco-illyrien qui dispose de colonies en Perside. Ces derniers peuvent être qualifiés de peltastes.
- Les archers crétois : Mercenaires très recherchés, ils sont considérés comme les meilleurs archers du monde méditerranéen. En plus de leur arc lourd et de leurs pointes de flèche en bronze, ils sont équipés d'une épée courte ou d'une petite hache, ce qui montre qu'ils peuvent être utilisés pour le corps à corps contrairement aux archers asiatiques. Ils sont par ailleurs protégés d'une armure de linge trempé et d'un petit bouclier avec une face en bronze qu'ils peuvent porter tout en tirant à l'arc. Leur effectif sont à titre d'exemple de 3 000 hommes à Raphia.
- Les archers asiatiques : Alignés en grand nombre durant les principales batailles, ils proviennent le plus souvent de la partie orientale du royaume séleucide. On trouve principalement des Perses, des Mèdes, des Carmaniens, des Cissiens de Susiane ainsi que des Scythes.
- Les autres troupes légères : À Raphia, Antiochos III aligne 10 000 fantassins arabes, leur équipement n'étant pas spécifié. Leur nombre ne suffit pas pour résister à la charge de l'infanterie lourde des Lagides. On trouve également des frondeurs originaires de Judée après sa conquête vers 200.

### Milices citoyennes
Des milices formées de citoyens, les politikoi, probablement armés comme des thuréophores, sont attestées au moins en Syrie séleucide, une région fortement urbanisée. Elles ne jouent pas de rôle militaire particulier avant le déclin du royaume amorcé au milieu du IIe siècle av. J.-C. À cette époque, de nombreuses garnisons militaires de premier ordre sont en effet tombés aux mains de des Attalides de Pergame et des Parthes. 
En 148, à la bataille d'Azotos contre les Juifs conduits par les Maccabées, l'armée séleucide est appelée « Puissance des cités », probablement en raison de la forte proportion de milices citoyennes mobilisées dans les cités côtières. Les citoyens d'Antioche ont par ailleurs joué un rôle majeur dans le renversement de Demetrius II Nicator vers 144. En effet, le roi, qui vient d'accéder au trône, a décidé de dissoudre une grande partie de l'armée régulière et de réduire sa rémunération d'un montant important. Démétrios s'appuie dès lors sur ses mercenaires grecs, surtout crétois, conduisant à la « tyrannie crétoise». En 129, les milices citoyennes sont anéanties durant la désastreuse guerre contre les Parthes menée par Antiochos VII.

## Troupes montées

### Rôle de la cavalerie

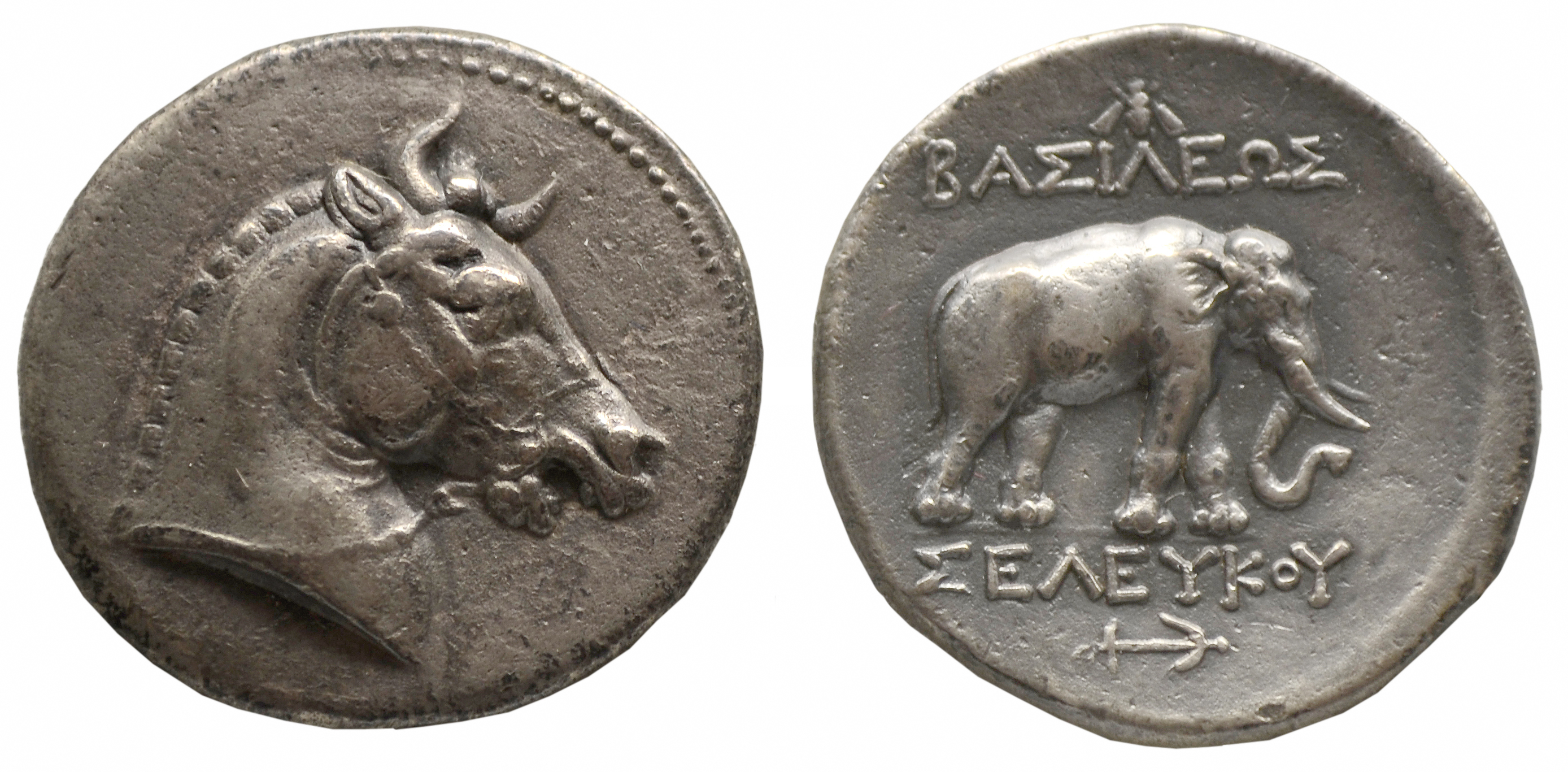
Tetradrachme de Séleucos Ier, vers 281 av. J.-C.

Les Séleucides reprennent à leur compte la tactique utilisée par Alexandre le Grand qui consiste à précipiter la victoire par une charge de cavalerie, comme l'ont démontré les batailles d'Issos et de Gaugamèles. Contrairement aux puissances occidentales, où l'infanterie domine, la culture du cheval est déjà très présente dans les vastes espaces de l'Asie. La vitesse et la mobilité sont les clés de la victoire en particulier lorsqu'il s'agit de combattre des adversaires comme les Parthes ou les Gréco-Bactriens. Il convient enfin de noter, qu'avant de devenir de satrape de Babylonie, Séleucos Ier a été désigné hipparque de la cavalerie des Compagnons (hétairoi) en 323 av. J.-C. à l'issue du Conseil de succession .
La tactique dite du « marteau » (la cavalerie) et de « l'enclume » (la phalange) a été reprise avec plus ou moins de succès par les Séleucides, sachant que la cavalerie des armées hellénistiques a tendance à se lancer dans de longues poursuites plutôt que de se rabattre sur les arrières de l'infanterie adverse. À Ipsos (301), Séleucos dirige un assaut victorieux avec sa cavalerie contre les flancs de la phalange d'Antigone le Borgne. Antiochos III passe pour avoir été un excellent commandant de cavalerie. Le récit que Polybe fait de l'attaque menée en Tapurie (208) ressemble à un traité militaire sur la conduite d'une bataille équestre. À Raphia (217), emporté par sa fougue, il poursuit la cavalerie lagide, ce qui l'empêche de se rabattre à temps sur la phalange adverse. À Panion, le roi, qui a retenu la leçon, remporte la victoire grâce à ses cataphractaires, sous le commandement du futur Antiochos IV, qui balaient la cavalerie lagide et foncent sur les arrières de l'infanterie adverse. À Magnésie, Antiochos III écrase la cavalerie romaine sur l'aile gauche ainsi qu'une légion romaine avec ses cataphractaires, mais il se lance, comme à Raphia, dans la poursuite des fuyards jusque dans leur camp, plutôt que d'encercler l'armée adverse, ce qui lui coûte finalement la victoire.

### Cavalerie lourde
La cavalerie lourde des premiers Séleucides est formée de lanciers portant une armure dans la tradition des Compagnons macédoniens. Ces cavaliers sont originaires des colonies gréco-macédoniennes mais aussi de Lydie ou des satrapies iraniennes (Perside, Médie, Parthie, etc.) qui ont derrière eux une longue tradition de cavalerie. Ces lanciers sont connus par différentes appellations : dorataphoroi, sarissophoroi, kontophoroi, xystophoroi et lonchophoroi. Les deux dernières ont été spécifiquement mentionnés par Flamininus lors de négociations avec la ligue achéenne.
La cavalerie lourde serait composée jusqu'au milieu du IIe siècle av. J.-C. de trois régiments de 1 000 hommes, divisés chacun en deux hipparchies de 512 cavaliers, elles-mêmes subdivisées en huit escadrons ou ilai,. Les trois régiments sont : 
- La Garde royale ou agéma équestre : Ces troupes, qui accompagnent le roi dans ses déplacements et combattent à ses côtés, ont été formées par Séleucos Ier qui a pu apprécier la dextérité des cavaliers mèdes qui forment dès lors une grande partie de cette cavalerie d'élite. Lourdement protégés, ils combattent comme des « semi-cataphractaires », le cheval ne possédant une armure que sur le devant. Ils sont donc recrutés parmi l'« élite des Mèdes et des différentes peuplades de cette contrée »[A 25]. On y distingue un escadron de la Garde (ou ilê basisiliké) attachée à la personne du roi qui est constitué de Syriens, de Phrygiens et de Lydiens[A 26].
- Les Compagnons (hétairoi) : Ils sont recrutés parmi les jeunes colons gréco-macédoniens, les épigones (ou héritiers). Ils combattent de la même manière que les cavaliers de l'agéma tout en étant moins lourdement protégés. En théorie, ils ne portent qu’un casque et une armure sur le torse ; leurs bras et leurs jambes ne seraient donc pas protégées.
- Les épilektoi (« les Distingués ») originaires de la colonie de Larissa en Syrie qui a été peuplée par des thessaliens, renommés pour leur talent de cavaliers et déjà présents dans l'armée d'Alexandre. Ils sont armés d'une lance et ne sont pas caparaçonnés comme les deux précédentes cavaleries. Au IIe siècle av. J.-C. siècle, ils sont incorporés dans les deux autres unités régulières de la cavalerie. Après la perte de la Médie vers 150, le principal terrain de recrutement de l’agéma, les épilektoi tiennent le rôle de Gardes du roi sous le règne d'Alexandre Balas[33].

### Cataphractaires

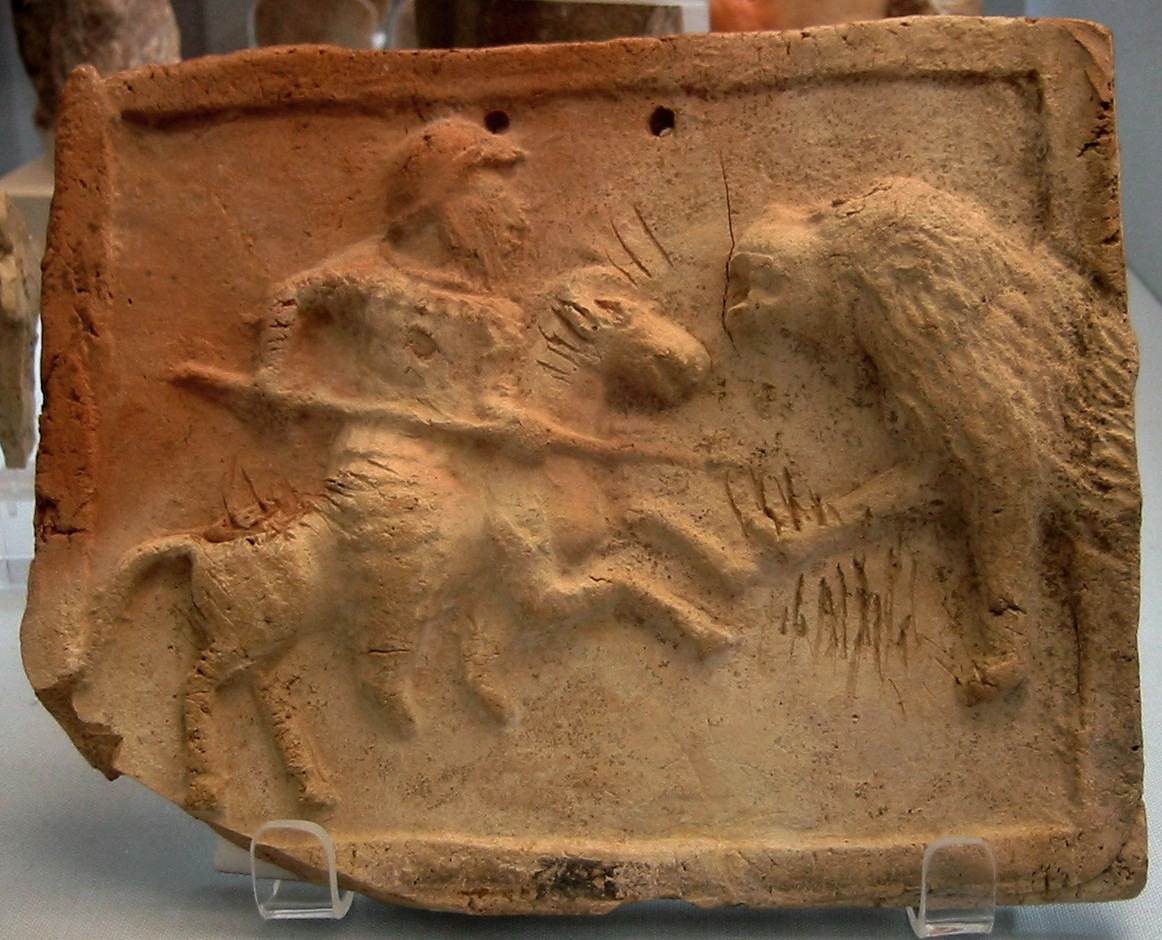
Cataphractaire parthe combattant un lion, bas-relief, British Museum

Sous le règne d'Antiochos III apparaît dans l'armée séleucide une cavalerie lourdement protégée, les cataphractaires. Il est fortement probable que le souverain ait décidé d'incorporer ce type de troupes après la campagne menée contre les Parthes entre 210 et 206 av. J.-C. Certains historiens vont même jusqu'à penser que la cavalerie lourde régulière, les Compagnons et l'agéma, sont à partir de cette époque caparaçonnés. La position centrale des Compagnons durant la bataille de Panion, et celle de l'agéma qui fait face à une légion romaine à Magnésie, permettent d'étayer cette hypothèse.
Les cataphractaires ainsi que leur monture sont lourdement protégés. Le cavalier est cuirassé avec une combinaison d'armure de type iranienne et grecque. Pour autant il n'est pas prouvé que ces cavaliers et leur monture soient entièrement caparaçonnés comme le sont les cavaliers sarmates au IIe siècle av. J.-C. ou sassanides au IIIe siècle apr. J.-C.. Au nombre de 6 000 durant certaines batailles, ils sont armés d'un kontos, une lance de 3,66 m (plus courte que la sarisse mais très lourde). Leur rôle est de briser par le choc les formations de cavalerie et de menacer le flanc et l'arrière de l'infanterie adverse. Ils peuvent aussi charger de front une infanterie. Ils réussissent leur baptême du feu en 200 en écrasant la cavalerie lagide à Panion. Cependant, les principaux rivaux des Séleucides, les Lagides et surtout les Romains, possèdent une infanterie très bien organisée rendant en partie les cataphractaires inefficaces, comme face aux légions romaines à Magnésie.

### Cavalerie légère

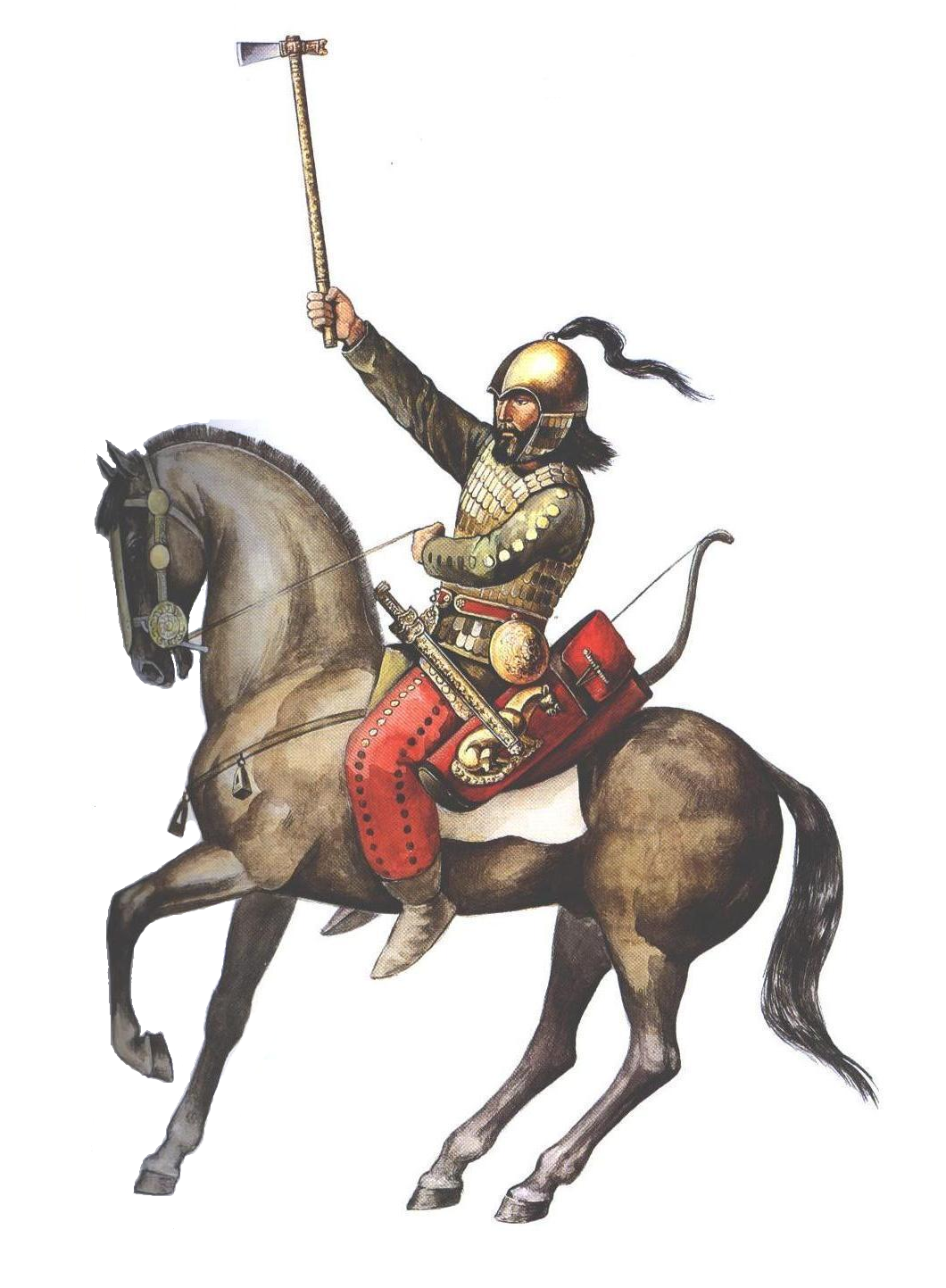
Cavalier scythe.

À l'époque hellénistique, la cavalerie légère gréco-macédonienne s'inspire de la cavalerie des Tarentins, bien que ces derniers désignent ensuite de manière générique des cavaliers lanceurs de javelots (ou acontistes). Elle compte par ailleurs de nombreux contingents issus de peuples indigènes (Lydiens, Phrygiens, Perses, Mèdes, etc.) ou limitrophes (Cappadociens, Scythes, Galates, etc.). Les archers montés scythes sont particulièrement réputés. Certains escadrons sont formés par des colons thraces ou péoniens.
La plupart des cavaliers légers, servant de tirailleurs montés, jouent sur la manœuvrabilité pour éviter l'affrontement au corps à corps. Sur le modèle grec, ils sont utilisés pour la reconnaissance, les escarmouches et le harcèlement avant la bataille. Ils portent généralement une simple armure de tissu, montent à cru ou avec un tapis de selle. Ils peuvent être armés d'un arc, de javelots, d'une dague ou d'une épée courte ; certains sont protégés par un bouclier. Il existe par ailleurs des unités de dromadaires attestés à la bataille de Magnésie qui sont montés par des archers arabes. Mais leurs effectifs réduits (ils ne sont que 500) suggèrent qu'ils ne sont pas une troupe régulière. Il convient tout de même de noter que leur odeur effraye habituellement les chevaux.

### Éléphants de guerre
L'armée séleucide est l'armée hellénistique qui a compté le plus sur les éléphants pour remporter la victoire. Les auteurs antiques sont relativement prolixes à leur sujet, sans doute fascinés par l'exotisme de cette arme vivante. En 305 av. J.-C., Séleucos Ier conclut un traité de paix avec le souverain indien Chandragupta Maurya en échange de 500 éléphants d'Asie. Même si ce chiffre peut sembler exagéré pour certains historiens, Plutarque mentionne que Séleucos en aligne en 400 à la Ipsos en 301 av. J.-C.,, considéré à ce titre comme la plus grande bataille d'éléphants de l'histoire occidentale. Quel que soit leur nombre, ces éléphants ont joué un rôle crucial dans la défaite d'Antigone le Borgne en empêchant sa cavalerie de revenir sur le champ de bataille après la poursuite de la cavalerie de Lysimaque. Au début de son règne, vers 269, Antiochos Ier utilise des éléphants pour faire face aux Celtes entrés en Anatolie pendant la Grande Expédition. Bien qu'il n'en aligne que 16, cette victoire séleucide est connue sous le nom de « bataille des éléphants ».
Les éléphants des Séleucides sont de race indienne, alors que les Lagides et les Carthaginois utiliseraient des éléphants de forêt (et non des éléphants de savane), voire des éléphants d'Afrique du Nord (une espèce non attestée scientifiquement). Polybe écrit d'ailleurs à propos de la bataille de Raphia que les éléphants d'Asie suscitent la peur chez leurs congénères d'Afrique de par leur odeur, leur barrissement et leur grande taille. En 305, Séleucos n'aurait reçu que des éléphants mâles car Chandragupta Maurya compte en conserver le monopole. Les Séleucides sont donc rapidement confrontés à un problème d'approvisionnement. En 275, Antiochos Ier demande au satrape de Bactriane d'acquérir 20 éléphants. La perte de la Bactriane vers 250 représente donc un préjudice. Antiochos III en aligne 102 à Raphia. Il en récupère un certain nombre après la victoire contre les Parthes en 209. Il n'en aligne que six aux Thermopyles étant donné la difficulté que représente leur transport à travers la mer Égée ; ils sont d'ailleurs tous tués. À Magnésie, il en aligne cinquante-quatre, pour en compter cent cinquante en tout à la fin de son règne.

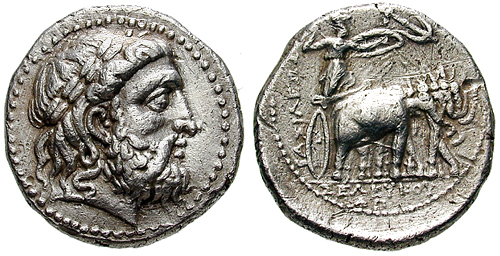
Tétradrachme à l'effigie de Zeus avec au revers Athéna juchée sur des éléphants, atelier de Séleucie du Tigre

Le troupeau reproducteur est installé à Apamée, la capitale militaire du royaume. Les pachydermes sont soumis à un rigoureux entraînement militaire : ils reçoivent des boissons enivrantes et sont aspergés de liquide rouge pour qu'ils ne soient pas effrayés par leur propre sang. Ils ont droit aux honneurs militaires et se voient attribuer des décorations sous la forme de phalères d’argent. Les officiers commandants sont appelés les éléphantarques. Les éléphants indiens sont capables, en plus du cornac, de porter un howdah (une tour) avec dedans trois ou quatre hommes d'équipage (piquier, archer et javelinier). L'emploi d'une tour semble être une innovation apparue dans le monde hellénistique au début du IIIe siècle av. J.-C. ; ni les Indiens, ni les Perses ne connaissent l'usage de la tour. Les éléphants sont protégés par un caparaçon et escorté par des petites unités de tirailleurs. Mais les éléphants de guerre montrent leurs limites tactiques au début du IIe siècle av. J.-C. : à Magnésie, les légions romaines, qui en ont déjà combattu durant les guerres puniques, ont pu venir à bout des éléphants en concentrant leurs tirs contre eux (et non sur leur équipage), causant leur déroute à travers la phalange séleucide.
Néanmoins la crainte qu'ils inspirent aux Romains les incitent à ordonner la destruction du cheptel par le traité d'Apamée qui suit la victoire de Magnésie. Le Sénat romain envoie même un légat pour assister à l'élimination des éléphants à Apamée. Il en subsiste tout de même sous Antiochos IV et ses successeurs immédiats. Quarante éléphants sont présents à la parade de Daphnè en 166, dont certains tirent des chariots de guerre. Le troupeau est divisé ensuite en deux parties : vingt sont incorporés dans l'armée prévue pour l'Anabase vers l'Asie, vingt autres sont envoyés en Judée où ils font forte impression à la bataille de Beth Zacharia et participent à la victoire contre les Maccabées,. À cette époque, il existe une unité d'escorte pour chaque éléphant forte de cinquante à soixante hommes, des thuréophores ou des thorakitai. À partir du milieu du IIe siècle, les éléphants disparaissent des armées séleucides à cause de la perte d'accès au monde indien.

### Chars à faux

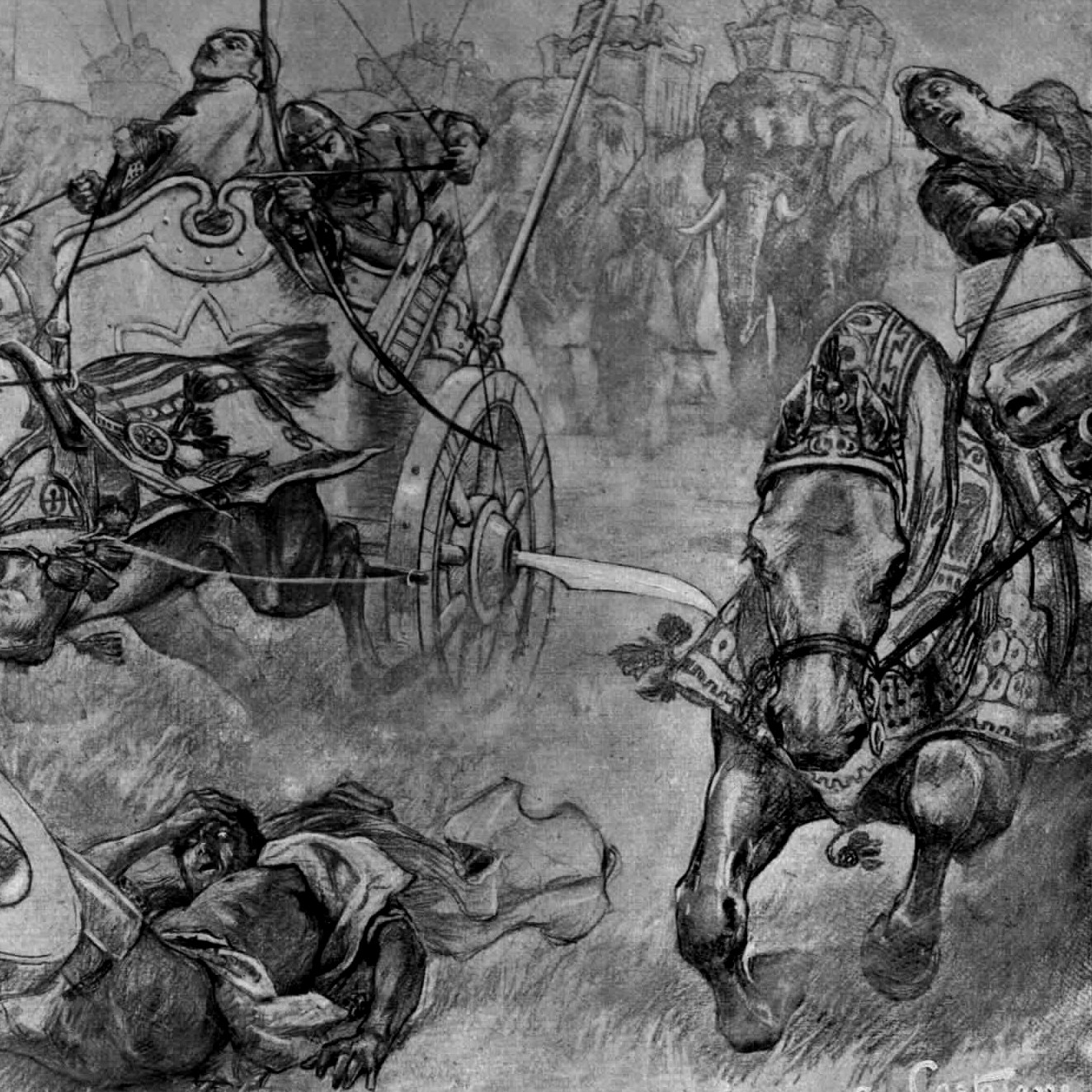
Chars à faux à la bataille de Gaugamèles, André Castaigne, 1898-1899.

Particularité par rapport aux autres royaumes hellénistiques contemporains, l'armée séleucide comporte des chars de guerre tirés par un quadrige, suivant en cela une tradition de l'armée perse héritée des Assyriens. Mais ces unités sont généralement peu nombreuses et d'une valeur tactique parfois douteuse. Leur force réside dans l'élan de la charge, des lances sont montées sur les chevaux et les lames montées sur roues brisent les lignes ennemies créant ainsi des espaces que la cavalerie peut exploiter. Même si les chevaux dévient d'instinct avant l'impact, les longues lames peuvent creuser une ouverture en semant la confusion chez l'adversaire. Mais leur emploi nécessite un terrain adapté ce qui exclut les régions montagneuses d'Anatolie ou du Zagros et les étendues sablonneuses d'Égypte.
La dénomination erronée de « char scythe » provient d'un anglicisme. En anglais, faux s'écrit scythe, mot d'origine germanique sans aucun rapport avec le peuple scythe d'étymologie grecque. L'anglais scythed chariot est donc parfois traduit en « chariot scythe » alors les Scythes n'ont jamais utilisé de chars à des fins militaires.
Séleucos Ier ramène ainsi des satrapies orientales 100 chars à faux. Ils combattent à Ipsos sans que leur action dans la bataille ne soit connue. Antiochos Ier utilise, dans la grande bataille contre les Celtes en Anatolie, 160 chars avec un attelage de deux chevaux et 80 chars à faux. Molon, le satrape rebelle, se sert des chars à faux en guise de couverture pour les autres troupes ; mais ils sont écrasés par les éléphants d'Antiochos III. Leur utilisation à Magnésie tourne au désastre, car les tirailleurs adverses visent spécifiquement les chevaux, et non leurs équipages. Dans leur fuite, les chars traversent la ligne des cataphractaires de l'aile gauche séleucide qui fuient à leur tour sans combattre, contribuant à la défaite d'Antiochos III.

## Mercenaires

### Provenance des mercenaires

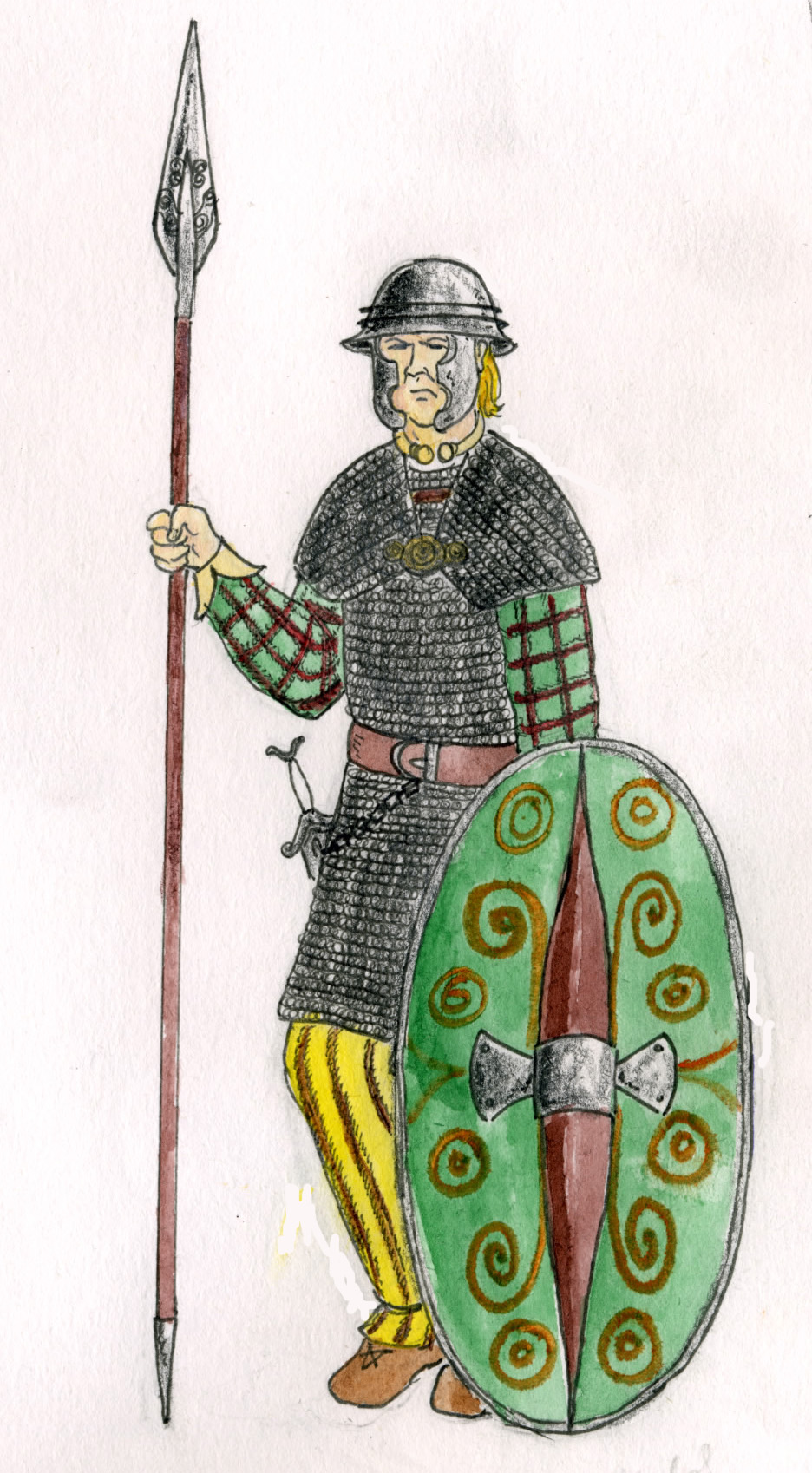
Guerrier celte équipé d'un bouclier (thuréos) et d'une cotte de mailles. Les thorakitai galates employés comme mercenaires par les Séleucides sont équipés de manière similaire.

L'emploi de mercenaires est une caractéristique commune à toutes les armées hellénistiques, même s'ils n'ont jamais formé l'essentiel des troupes chez les Séleucides contrairement aux Lagides. Certains ne se louent que le temps d’une campagne, ce sont les xenoi. D'autres sont enrôlés pour une période plus longue ou de manière permanente, ce sont les mistophoroi. Ces derniers sont notamment recrutés pour tenir les garnisons des forteresses et des cités, dont celles de Syrie. Les  mercenaires ne sont pas enrôlés individuellement par la royauté mais par des traitants (ou xénologoi) qui recrutent des bandes entières. Les Séleucides ont été enclins à transformer en colons les  mercenaires vétérans. Les autochtones de Syrie et de Mésopotamie, guère réputés pour leur combativité aux yeux des Gréco-Macédoniens, ne livrent que peu de mercenaires afin d'éviter d'armer la population et de susciter des révoltes dans les régions centrales du royaume. On trouve donc parmi ces stipendiaires de nombreux Grecs : 5 000 thuréophores grecs et 2 500 archers crétois sont par exemple mentionnés à Raphia. Les Crétois sont recrutés en vertu de traités conclus avec leurs cités d'origine. Il existe enfin des mercenaires à la forte particularité ethnique et guerrière comme les Scythes et les Galates. Ces derniers, connus pour leur combativité, sont des Celtes établis au IIIe siècle av. J.-C. en Anatolie centrale. Ils sont utilisés en grand nombre par Antiochos Hiérax durant le conflit contre son frère Séleucos II. On trouve un contingent de 3 000 cavaliers galates à Magnésie. La paix d'Apamée de 188 av. J.-C. interdit en théorie aux Séleucides de lever des troupes dans la sphère d'influence de Rome, c'est-à-dire dans tout le monde grec et en Anatolie à l'Ouest du Taurus.
La prise de Sidon, durant la cinquième guerre de Syrie en 199, offre à Antiochos III une importante ville de garnison lagide. Elle abrite en effet de nombreux mercenaires venus d'Anatolie (Phrygiens, Pamphyliens et Pisidiens) qui intègrent dès lors la phalange séleucide. Ces mercenaires sont depuis longtemps hellénisés, comme l'attestent leurs noms grecs et le style parfaitement grec des stèles de Sidon.
Il convient de ne pas confondre les mercenaires, qui peuvent venir de contrées lointaines, avec les troupes originaires de pays limitrophes, alliés ou vassalisés, qui fournissent des troupes déjà constituées. Les royaumes de Cappadoce, d'Arménie et du Pont, ainsi que les tribus arabes, ont ainsi livré d'importants contingents d'infanterie et de cavalerie légères, bien que l'on sache pas si les soldats ont été recrutés de gré ou de force.
Finalement, l'emploi de mercenaires constitue un facteur de brassage culturel dans le royaume séleucide, comme dans les autres États hellénistiques. Le mercenariat s'avère aussi un facteur de vitalité économique et commerciale par la diffusion de marchandises et de monnaies.

### Rôle des mercenaires crétois
Les Crétois, connus dès l'époque classique pour former des archers d'élite, ont tenu un rôle prépondérant dans le contexte d'un affaiblissement de l'autorité royale. Ainsi Démétrios II, durant les premières années de son règne au milieu du IIe siècle av. J.-C., s'avère une « marionnette » aux mains du capitaine des mercenaires crétois, un ancien pirate, Lasthénès. Les Crétois l'ont en effet escorté durant son retour en Asie après qu'il a été relâché par les Romains. Durant cinq années, les mercenaires crétois terrorisent la Syria Seleukis et les colons qui y habitent. Les citoyens d'Antioche finissent par se révolter mais sans succès : une grande partie de la ville est mise à sac par les mercenaires. Mais Lasthénès continue d'abuser de ses fonctions et tente de faire dissoudre les troupes régulières et de réserve de l'armée. Cette politique conduit à une réaction du chef de la garnison d'Apamée, Diodote qui, avec le soutien de l'armée, se soulève. Démétrios II et ses mercenaires sont expulsés d'Antioche, Diodote en profitant pour mettre sur le trône un fils d'Antiochos VI, fils de l'usurpateur Alexandre Balas, pour ensuite le faire éliminer et se faire couronner sous le nom de Tryphon (le « Magnifique ») en 142 av. J.-C..

### Rôle des mercenaires juifs
Comme chez les Lagides, des mercenaires de Judée sont largement recrutés. Ils sont réputés pour leur efficacité et leur fidélité ; ils sont donc utilisés pour réprimer les séditions et les agitations sociales. Ils servent le plus souvent comme thuréophores ou frondeurs. Après le soulèvement des citoyens d'Antioche contre les Crétois, et la mise à sac de la ville, les mercenaires juifs retournent chez eux avec un butin important. Durant leur service comme mercenaires dans les armées lagide et séleucide les Juifs ont acquis l'expérience militaire et la connaissance des méthodes hellénistiques qui leur ont permis de vaincre les armées séleucides à Beth Horon, Emmaüs et Beth Zur durant la révolte des Maccabées.

## Poliorcétique et génie

### Artillerie et engins de siège

Reconstitution d'une baliste.

Les divers engins utilisés par l'armée séleucide restent méconnus ; mais il est possible d'en déduire la nature par une comparaison avec l'armée macédonienne du temps d'Alexandre le Grand ou avec les armées des Diadoques,. L'artillerie et les engins de sièges pourraient donc comprendre :
- Le gastraphète (« ventre tireur ») : une arbalète primitive qui envoie des carreaux à plus de 100 mètres avec une grande précision.
- Le scorpion (ou baliste quand il tire des boulets) : un grand arc qui se remonte avec une manivelle, pouvant envoyer le feu chez l'adversaire et tirer plusieurs projectiles à la fois.
- L’oxybèles : une machine décochant de longues piques.
- Le lithobolos : un pierrier qui peut jeter des projectiles de 80 kg à 150 mètres.
- Le bélier : les assaillants s'abritent sous une protection, la tortue (certains béliers font 20 mètres de long).
- Le mantelet : un bouclier géant qui permet de s'approcher des murailles.
- L'hélépole : une gigantesque tour de siège.

On peut supposer qu'en temps de paix ces pièces d'artillerie restent entreposées en Syria Séleukis à Apamée. Alexandrie d'Égypte devient le centre des innovations pour les catapultes à partir du IIIe siècle av. J.-C.

### Principaux sièges
La première fonction de l'artillerie est de permettre la prise de cités et de forteresses, c'est l'art de la poliorcétique. La prise des citadelles est indispensable, plus que jamais à l'époque hellénistique, pour contrôler la chôra environnante, sachant que les constructions d'enceintes connaissent des développements techniques importants : fossés, avant-murs, tours, tracés en crémaillères ou en dents de scie, poternes, etc.. L'armée séleucide a mené plusieurs grands sièges.
- Le siège de Sardes (215-213) : Antiochos III assiège Achaïos II qui a trouvé refuge dans son inexpugnable acropole et dont la défaite n'est causée que par une trahison[43].
- Le siège de Syrinx en Hyrcanie (209) : Antiochos III assiège les Parthes d'Arsace II[A 38]. Les assiégeants utilisent des béliers pour tenter d'abattre les murailles ; mais face aux trois fossés défensifs, ils creusent des tunnels de sape ; d'âpres combats se déroulent dans les galeries et les Parthes finissent par abandonner la citadelle à la faveur de la nuit[44].
- Le siège de Bactres (208-206) : Antiochos III assiège Euthydème du royaume gréco-bactrien. Ce siège est considéré par Polybe[A 39] comme l'un des plus importants de l'époque en termes d'art militaire[45]. La « ville de pierre » est juchée au sommet d'une butte, protégée par d'immenses remparts[46],[N 17]. C'est la faim et l'épuisement des troupes qui obligent les belligérants à conclure un traité.
- La prise de Sidon (199) :  Antiochos III prend le contrôle de la Phénicie après sa victoire à la bataille de Panion contre les Lagides durant la cinquième guerre de Syrie. La ville, où a trouvé refuge le stratège mercenaire Scopas d'Étolie, capitule malgré trois armées de secours accourues pour la sauver[A 37].
- Le siège d'Alexandrie (169) : Antiochos IV  échoue à prendre la ville ; l'année suivante l'ultimatum des Romains l'oblige à quitter l'Égypte[A 40].

L'emploi de l'artillerie sur le champ de bataille n'est attesté qu'aux Thermopyles (191) ; mais la nature des engins présents est inconnue.

### Troupes du génie
Des troupes du génie (leitourgoi) accompagnent le déplacement des armées en campagne. Ces unités sont mentionnées durant l'Anabase d'Antiochos III. Il existe par ailleurs un service cartographique comprenant des arpenteurs, les bématistes. Les cartes militaires retrouvées à Doura-Europos ont été probablement fabriquées d'après les cartes de l'armée séleucide.

## Flotte de guerre

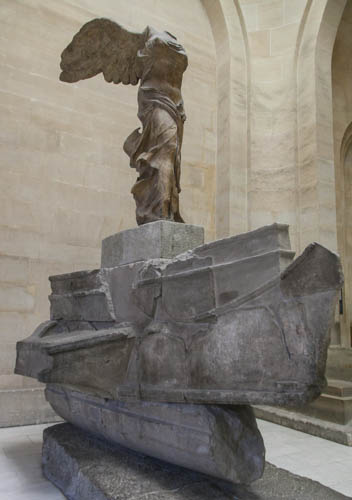
Victoire de Samothrace, peut-être sculptée pour commémorer une victoire des Rhodiens contre la flotte d'Antiochos III.

Contrairement à la thalassocratie lagide, le royaume séleucide ne dispose pas d'une flotte de guerre conséquente. Au début de l'ère séleucide, la façade maritime occidentale s'avère relativement réduite, alors que la lutte contre les Lagides se déroulent d'abord sur terre. La flotte est donc formée de navires locaux de taille modeste. Ainsi, dans les grandes cités portuaires des rives orientales de la Méditerranée, Séleucie de Piérie et Laodicée, sont stationnés seulement quelques navires de guerre. Il existe également une flottille dans le golfe Persique, où des bases séleucides ont été retrouvées et dont le port principal est Antioche en Susiane. L'essor de Pergame au milieu du IIIe siècle av. J.-C. oblige les Séleucides à entretenir une flotte permanente sur le modèle des autres grands États hellénistiques. La flotte compte dès lors des trières, des tétrères (ou quadrirèmes) construites à Rhodes, et des pentères (ou quinquérèmes). Elle tire avantage de la présence de forêts de cèdres en Syrie et en Phénicie. Néanmoins, elle n'a jamais possédé de grosses unités comme les Antigonides et les Lagides qui se sont livrés à une course au gigantisme. La flotte séleucide est réorganisée par Hannibal Barca en personne, peu avant le déclenchement de la guerre antiochique contre les Romains. Elle aligne à cette époque trois heptères, quatre hexères, trente pentères et tétrères, dix trières et 200 navires légers (les lemboi).
La Méditerranée orientale devient un espace stratégique sous Antiochos III quand il parvient à reprendre le port de Séleucie de Piérie aux Lagides en 217 av. J.-C. Durant la guerre antiochique, il peut compter sur une grande flotte de 100 navires lourds : les « navires cataphractes » de type polyrèmes. Il peut dès lors déplacer le conflit en Mer Égée mais doit se replier face aux flottes de Pergame et de Rhodes, qui l'emportent à Sidé et à Myonnésos. L'espace maritime séleucide se limite dès lors de nouveau aux eaux syriennes et phéniciennes. Par la paix d'Apamée, Antiochos III voit sa flotte réduite à dix « navires cataphractes ». La dernière grande flotte a été formée sous Antiochos IV quand il a occupé Chypre en 168 au cours de la sixième guerre de Syrie.
Le recrutement des équipages ainsi que la fourniture des navires varient fortement selon les époques. La flotte rassemblée par Séleucos II, au moment de son conflit contre son frère Antiochos Hiérax, provient des cités grecques du littoral d'Anatolie. Sous Antiochos III, la flotte provient de Pamphylie et de Phénicie. Les cités grecques d'Anatolie ne sont pas disposées à lui venir en aide sachant qu'il compte les placer sous tutelle. À la fin de son règne, il ne dispose plus que de 70 navires lourds et de 30 navires légers. Par la paix d'Apamée imposée par les Romains en 188, Antiochos III se voit interdire d’entretenir une flotte en mer Égée. À cette date, il ne subsiste que dix navires opérationnels dans tout le royaume.La dernière grande flotte a été formée sous Antiochos IV quand il a occupé Chypre en 168 au cours de la sixième guerre syrienne.

## Déclin de l'armée séleucide
L'armée séleucide a été la plus importante en termes d'effectifs des royaumes hellénistiques, sinon la plus efficace sur le champ de bataille. Cette armée cosmopolite, bigarrée et extravagante a permis d'assoir le royaume séleucide dans son territoire et de former, sinon de conserver, un immense empire. Elle a combattu sur tous les fronts de la Judée à l'Arménie, de la Bactriane à la Grèce en faisant face à d'impétueux voisins et à de puissants États rivaux. 
À partir de la fin du IIe siècle av. J.-C., le royaume séleucide entre dans une période de déclin causée par la conquête parthe et les conflits de succession après la mort d'Antiochos VII, dernier souverain capable de mener de grandes campagnes. La perte de l'Anatolie et de la Mésopotamie signifie la perte de ressources économiques et d'une « main-d'œuvre » indispensables au maintien de la puissance militaire. Les Séleucides se voient dès lors dans l'impossibilité de maintenir une phalange digne de ce nom, avec des effectifs comparables à ceux des batailles de Raphia et de Magnésie. Au début du Ier siècle av. J.-C., le royaume connait une phase critique avec la division du royaume entre Nord et Sud, l'instabilité politique entrainant une dépendance accrue aux mercenaires et aux milices citoyennes. 
En voulant prendre le meilleur du modèle gréco-macédonien (dont la phalange) et le meilleur du modèle asiatique (dont les cataphractaires), l'armée séleucide hérite aussi de leurs défauts respectifs en termes de manœuvrabilité mais aussi de coût financier. Durant la bataille, la cavalerie se perd souvent en chemin du fait de longues poursuites ; de grandes batailles ont été perdues face aux légions romaines par incapacité à profiter de l'effet d'encerclement. Finalement l'armée séleucide, l'une des plus marquantes des temps antiques, n'est vaincue complètement que par deux grands empires en formation : l'Empire parthe avec ses cavaliers et archers d'élite et l'Empire romain avec ses légionnaires supérieurs dans la mêlée.